# Every Valley
Every Valley é um álbum de estúdio da banda de art rock britânica Public Service Broadcasting. Esse álbum, o terceiro do grupo, é um álbum conceitual centrado na história da indústria mineradora do País de Gales, mais especificamente, de sua indústria mineradora de carvão. O liricista líder da banda, J Willgoose, Esq., descreveu a premissa do álbum como sendo uma alegoria para as "comunidades [dos dias atuais] abandonadas e negligenciadas pelo mundo ocidental" que levaram ao fortalecimento de um "tipo maligno, cínico e calculador da política". 
Every Valley foi gravado in situ na antiga cidade metalúrgica de Ebbw Vale, em Gales do Sul. A banda se utilizou de um centro comunitário anteriormente utilizado como espaço de reunião pelo instituto de mineradores local para a gravação do álbum. Na gravação, é notável a participação de vários músicos convidados pela banda, como os galeses James Dean Bradfield e Lisa Jên Brown, a escocesa Tracyanne Campbell (da banda Camera Obscura) e a banda inglesa Haiku Salut, além do Beaufort Male Choir. O álbum foi lançado pela gravadora PIAS Recordings em 7 de julho de 2017, sendo um sucesso comercial no país natal da banda, com a recepção da crítica também sendo altamente positiva.